# Barbara Paulson
Barbara Jean Paulson (née Lewis; Columbus, Ohio, 11 de abril de 1928) é uma ex-computador humano estadunidense que trabalhou no Jet Propulsion Laboratory (JPL) da NASA e uma das primeiras mulheres cientistas lá empregada. Começou a trabalhar como matemática no JPL em 1948, onde calculava a mão trajetórias de foguetes. Está entre as mulheres que fizeram progressos iniciais no JPL.

## Formação
Nasceu em Columbus, Ohio em 11 de abril de 1928. Foi criada com três irmãos (duas irmãs mais velhas e um irmão mais novo), e quando tinha 12 anos de idade seu pai morreu. Começando na 9ª série, cursou quatro anos de latim e matemática, enquanto suas irmãs fizeram a taquigrafia de John Robert Gregg, pois não queria ser secretária. Depois de frequentar a Universidade Estadual de Ohio por um ano, sua irmã, que já estava trabalhando em Pasadena, Califórnia, na época, convenceu sua mãe a se mudar para Pasadena também. Em 1947 a família mudou-se para Pasadena, Califórnia, onde sua carreira no JPL iria começar.
Em 1959 Barbara casou-se com Harry Murray Paulson em Pasadena, onde viveram até 1962 antes de se mudarem para Monróvia. Em 1975 eles finalmente se estabeleceram em Glendora.

## Carreira
Barbara Paulson ingressou no JPL em 1948 como computadora, calculando trajetórias de foguetes e trabalhando no MGM-5 Corporal, o primeiro míssil teleguiado projetado pelos Estados Unidos para transportar uma ogiva nuclear. Ela e seus colegas foram em certa ocasião convidados a assinar seus nomes no 100º foguete Corporal antes de seu transporte para o Campo de Teste de Mísseis de White Sands. O foguete explodiu logo após a decolagem, em 31 de janeiro de 1958. Paulson foi designada para o centro de operações do Explorer 1, o primeiro satélite dos Estados Unidos, lançado durante a corrida espacial com a União Soviética. Ela fez o trabalho com o mínimo de equipamento: uma lapiseira, mesa de luz e papel quadriculado. O lançamento de vários estágios que ela ajudou nos cálculos permitiu que o Corporal pudesse carregar uma ogiva por mais de 320 quilômetros.
Em 1960, quando Paulson tinha 32 anos de idade, estava esperando o primeiro filho. Quando Paulson solicitou um lugar de estacionamento mais perto no trabalho porque estava grávida, foi forçada a pedir demissão porque o JPL não empregava mulheres grávidas na época e manter uma mulher grávida na equipe resultaria em problemas de seguro. O JPL não tinha licença maternidade, então as mulheres que foram demitidas ou forçadas a deixar seus cargos não tinham empregos para os quais retornar após o parto. A supervisora de Paulson, Helen Ling, trabalhou duro para recontratar mulheres que foram forçadas a sair sem licença parental, então em 1961, quando sua filha tinha sete meses de idade, Paulson aceitou a oferta de Ling e voltou ao laboratório. Paulson notavelmente não se candidatou a uma vaga de estacionamento melhor quando engravidou pela segunda vez. Em uma ocasião durante os primeiros anos de Paulson no JPL, um concurso de beleza foi realizado entre os outros computadores humanos femininos. Paulson ficou em terceiro lugar e a rainha do concurso foi chamada de 'Miss Guided Missile'.
Na década de 1960, com a reputação do JPL consolidada no sucesso do Explorer 1, o JPL começou a mirar na lua e em outras missões de exploração interplanetária. Paulson e sua colega Helen Ling trabalharam horas extras para calcular as trajetórias das sondas Mariner que mais tarde seriam enviadas a Vênus e Marte. Paulson e seus colegas determinaram que existiam apenas breves prazos e oportunidades de lançamento que permitiam o trânsito ideal da Terra ao seu alvo. No final da década de 1960 Paulson recebeu o título de engenheira e eventualmente se tornou supervisora no laboratório.

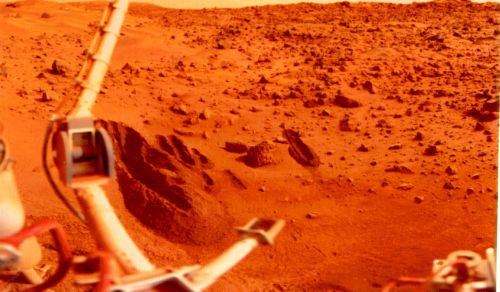
Os cálculos de Paulson ajudaram a garantir o sucesso do Viking 1, que enviou as primeiras imagens da superfície de Marte (1976)

Na década de 1970 Paulson passou a desempenhar um papel vital no Programa Viking, a primeira sonda a alcançar a superfície de Marte. Paulson calculou com sucesso a trajetória de que a sonda Viking precisava em seu trânsito de 11 meses entre a Terra e Marte. Os cálculos de Paulson também provaram ser essenciais durante a fase de entrada, descida e pouso da missão na qual o módulo de pouso se desprenderia da espaçonave, entraria na atmosfera marciana e cairia de pára-quedas na superfície. No final da década de 1970 Paulson e seus colegas trabalharam em algumas das primeiras trajetórias interestelares durante o planejamento das missões Voyager em que a Voyager 1, tendo sido lançada em setembro de 1977, sendo o objeto feito pleo homem mais distante da Terra.
Paulson se aposentou do JPL em 1993 e permaneceu em Pasadena até 2003 antes de se mudar para Iowa.

## Vida privada
Paulson e seu marido Harry tiveram as filhas Karen (née Paulson) Bishop e Kathleen (née Paulson) Knutson, quatro netos e várias sobrinhas e sobrinhos. Durante a gravidez e seu retorno ao trabalho no JPL, o marido de Barbara era um avaliador imobiliário e membro do Conselho de Corretores de Imóveis de Pasadena. Felizmente, quando Barbara voltou ao trabalho, Harry foi capaz de ajustar sua programação de trabalho, como fizeram muitos dos outros computadores humanos com crianças, para garantir o cuidado e educação de seus filhos.
O marido de Barbara Paulson, Harry Murray Paulson, morreu em 9 de julho de 2003, eles estiveram casaram por 44 anos. Em 2003 Paulson vendeu sua casa após a morte de seu marido e se mudou para Iowa para ficar mais perto de suas filhas e suas famílias.

## Reconhecimento e legado
Em 1959 Paulson foi reconhecida e recebeu seu distintivo de 10 anos por seu trabalho no Jet Propulsion Laboratory. Paulson trabalharia no Jet Propulsion Laboratory por 45 anos, e aposentou-se em 1993. Em 2016 Nathalia Holt escreveu Rise of the Rocket Girls, um livro sobre Paulson e outras mulheres que foram as primeiras funcionárias da NASA.